# Rönninge gård

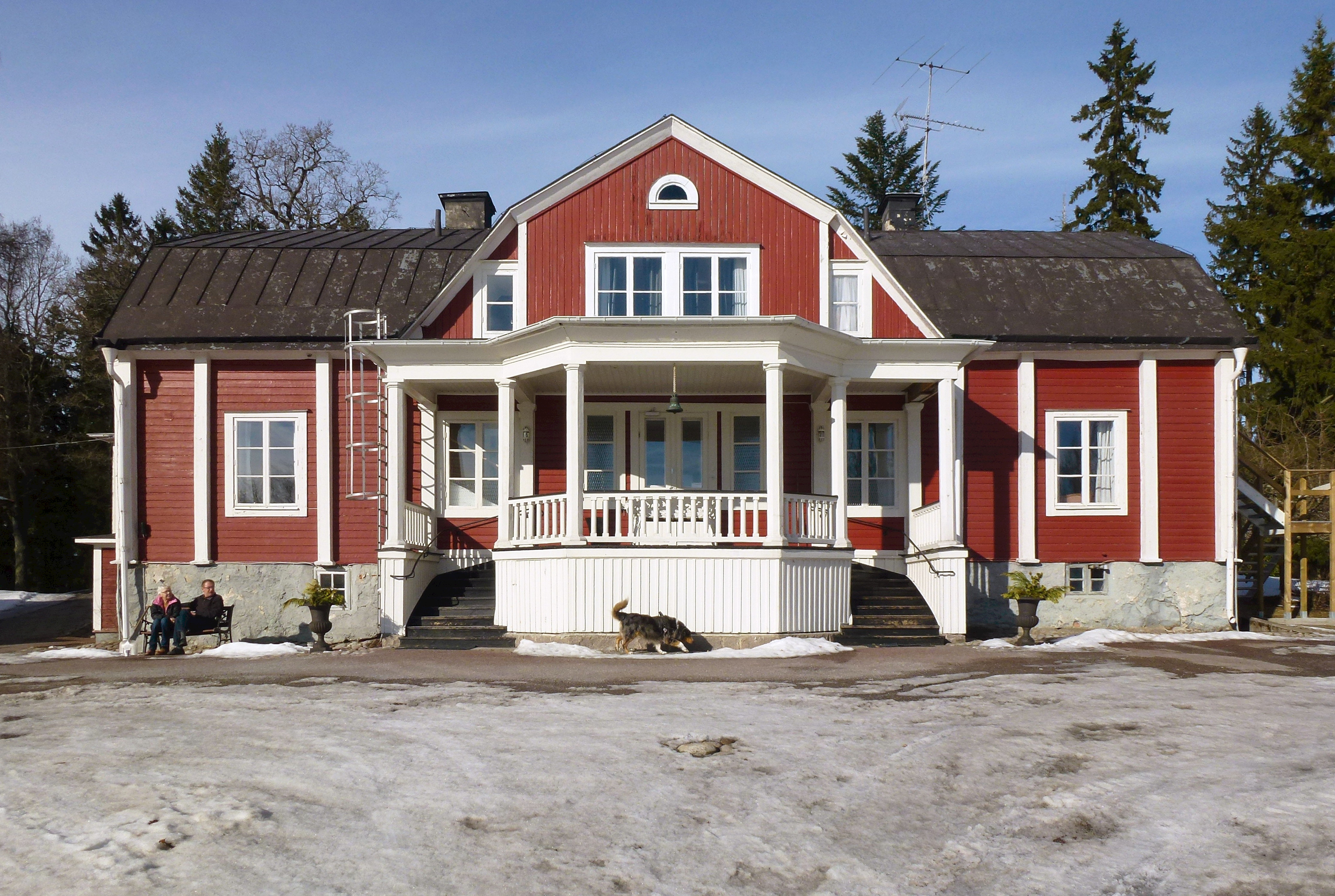
Rönninge gård, huvudbyggnad, 2013.

Rönninge gård är en herrgård och tidigare säteri i kommundelen Rönninge i Salems socken i Salems kommun, Stockholms län. Gården, som ligger strax väster om sjön Flaten har anor från 1480-talet. Sedan 1980 är Rönninge gård privatägd och ombyggd för bland annat hotell- och konferensverksamhet. 

## Historik

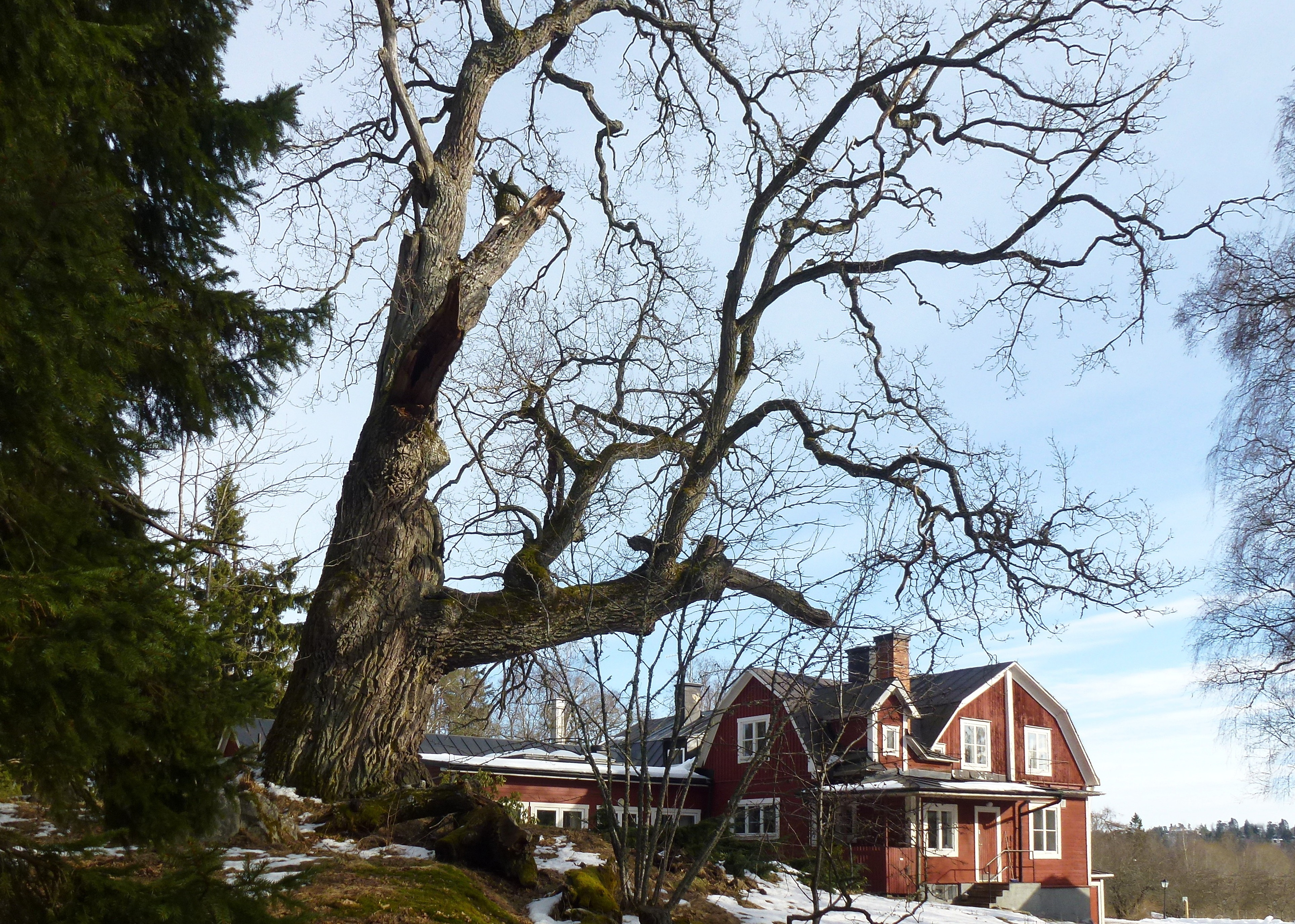
Gustav Vasas ek - Kungseken, 2013.

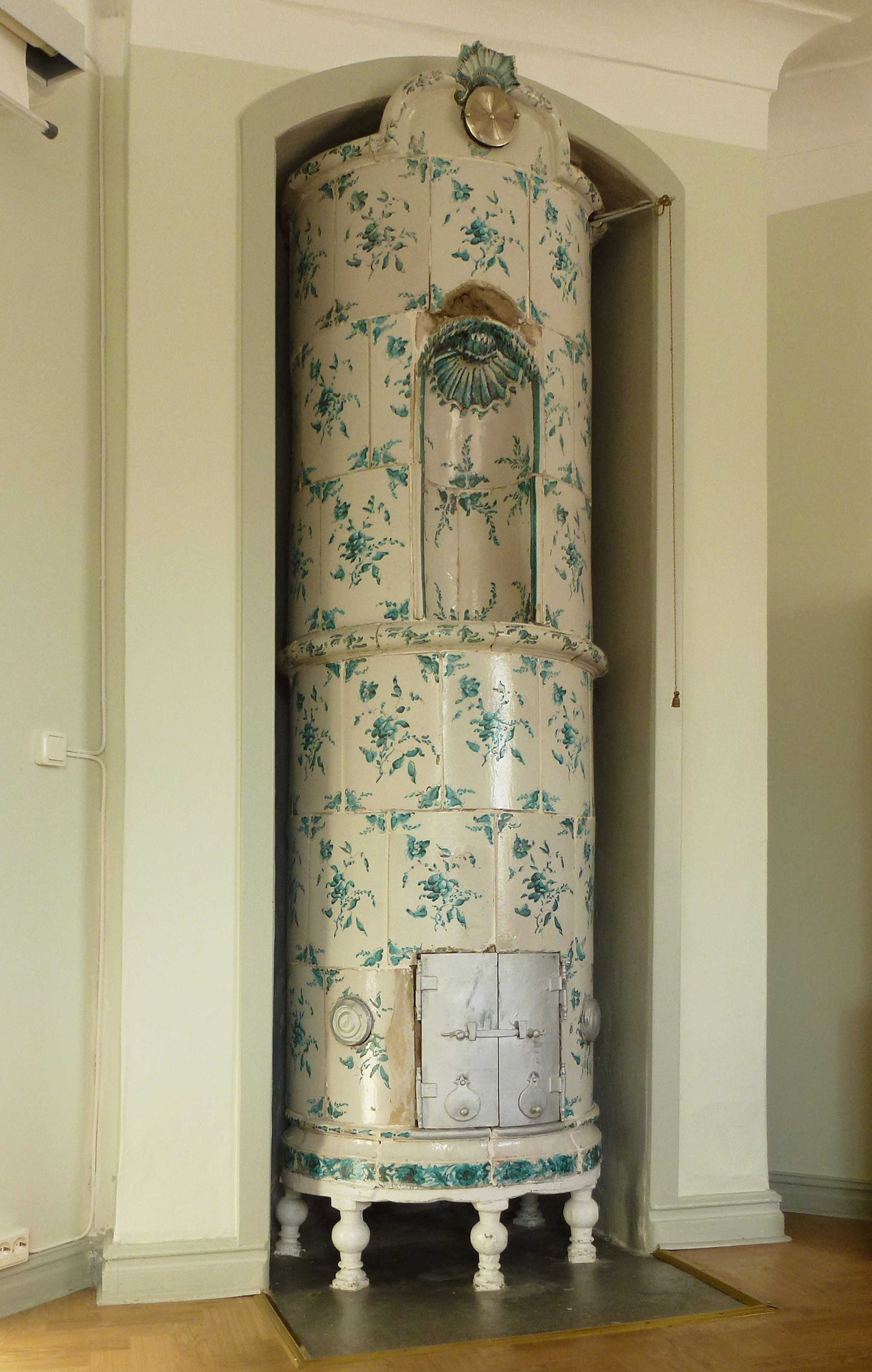
Bevarad 1700-tals kakelugn.

Namnet Rönninge förekommer första gången i slutet av 1500-talet som benämning på ett nybyggt torp under Uttringe gård. År 1538 förvärvades Uttringe av Gustav Vasa och 1654 såldes Uttringe med underlydande torp till sekreteraren i bergskollegium M. Lindeström. Det är med honom som Rönninge gårds egentliga historia börjar. 
Lindeström förvandlade år 1660 det forna torpet till säteri och lät 1662 uppföra  den nuvarande huvudbyggnaden. De båda, något snedställda flygelbyggnaderna tillkom samtidigt. Den stora eken (kallad Kungseken) bakom Rönninge gårds huvudbyggnad lär härröra från Gustav Vasas tid och skall vara planterad av honom.
Från Lindeströms måg, assessor Nils Canterhjelm (1615-1689), drogs gården in till kronan genom reduktionen, men den återgick mot betalning och förvärvades av Canterhjelms svärson, Håkan Fägerstierna (landshövding över Östergötlands län 1693). Gården ägdes efter honom av landshövdingen och presidenten för Svea hovrätt, Pehr Scheffer och hans dotter. Då värderades egendomen till 6 000 daler silvermynt. Scheffers dotter var gift med generalmajoren Christoffer Freidenfelt och hon ägde gården efter dennes död. 
Äktenskapet med Freidenfelt blev barnlöst och efter hennes död 1773 såldes Rönninge till kammarrådet Lars Silfverstolpe. Från den tiden existerar fortfarande en rund Mariebergskakelugn, som står på träfötter, vilket är ovanlig. År 1806 köptes säteriet av dispaschören Carl Cassel och 1812 av generalen Gustaf Wilhelm af Tibell. Den sista enskilda ägaren av Rönninge gård var Gustaf Wilhelm af Tibells dotter Wilhelmina af Tibell, författaren till boken Beskrifning öfver Uttringe och Rönninge (1875), som handlar om de båda gårdarnas historia. Hon lät även sjösänka och torrlägga den numera försvunna Lillsjön, som låg strax väster om gården.

## Historiska kartor
| Vänster: Rönninge gård arealavmätning 1706. Höger: Rönninge gård laga skifte 1897 för tomtstyckning. |  | Vänster: Rönninge gård arealavmätning 1706. Höger: Rönninge gård laga skifte 1897 för tomtstyckning. |
| Vänster: Rönninge gård arealavmätning 1706. Höger: Rönninge gård laga skifte 1897 för tomtstyckning. |  | |

## Rönninges ägor säljs och styckas
När Västra stambanan drogs genom trakten på 1860-talet delades Rönninges ägor i två halvor. Men tillkomsten av järnvägsstationen Rönninge station (öppnad 1888) bidrog till att marken blev intressant för tomtstyckning.
År 1896 köpte Rönninge AB både Rönninge och Uttringe jordkomplex av dåvarande ägaren direktör Klas Lövgren. Bolaget lät därefter stycka marken till 151 större och mindre tomter för egnahems- och villabebyggelse. Samtidigt avverkades den befintliga storskogen, och vägar utstakades och byggdes i takt med tomtförsäljningen. 
År 1904 förvärvades Rönninge gård av Frälsningsarmén och blev vilo- och sjukhem för dess soldater. Efter knappt 80 år i Frälsningsarméns ägo såldes gården 1980 till nuvarande (2013) ägaren, som har anpassade gården och dess byggnader till hotell- och kursverksamhet.

## Bilder

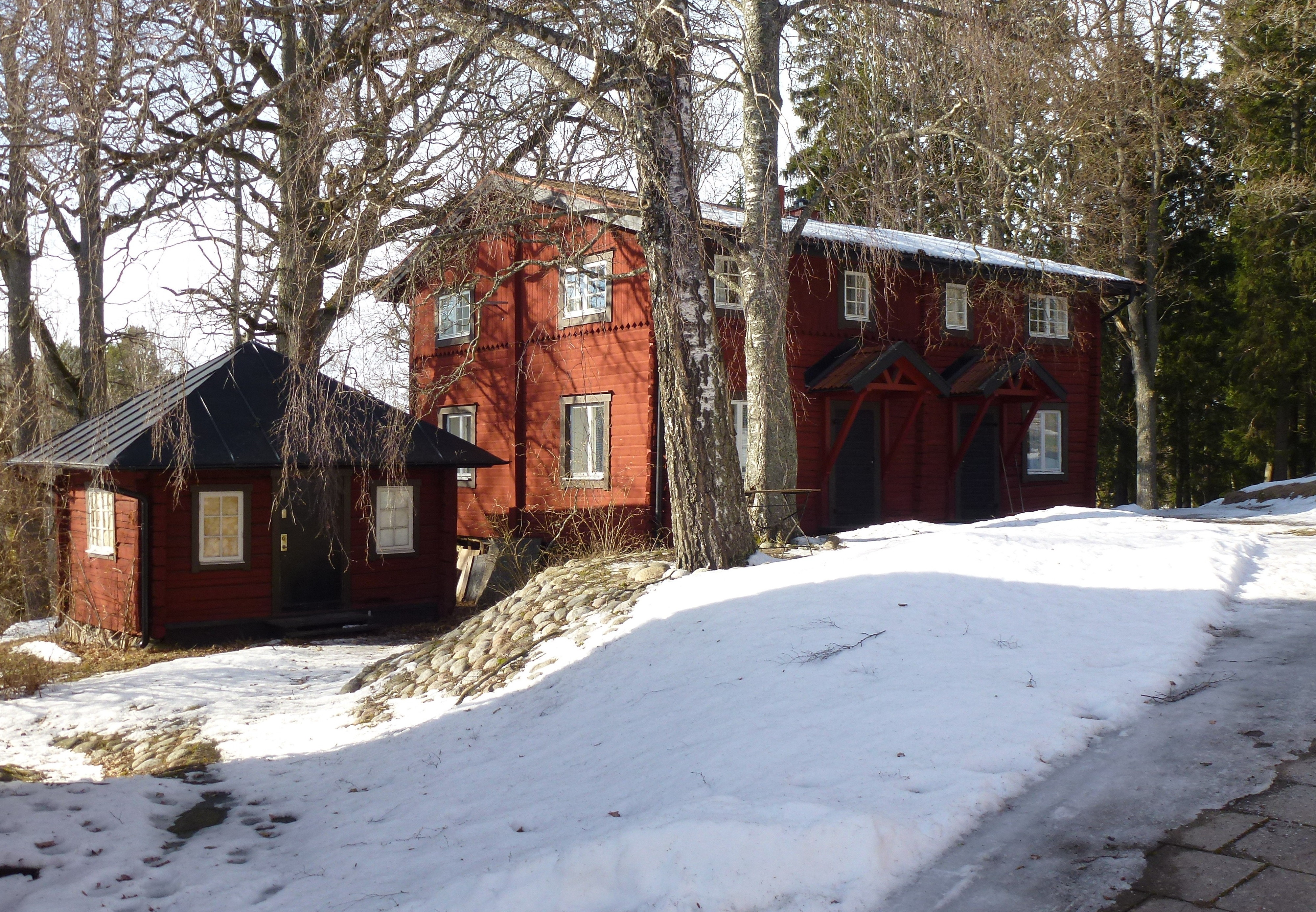
Dalastugan och Wilhelmina Tibell's hus
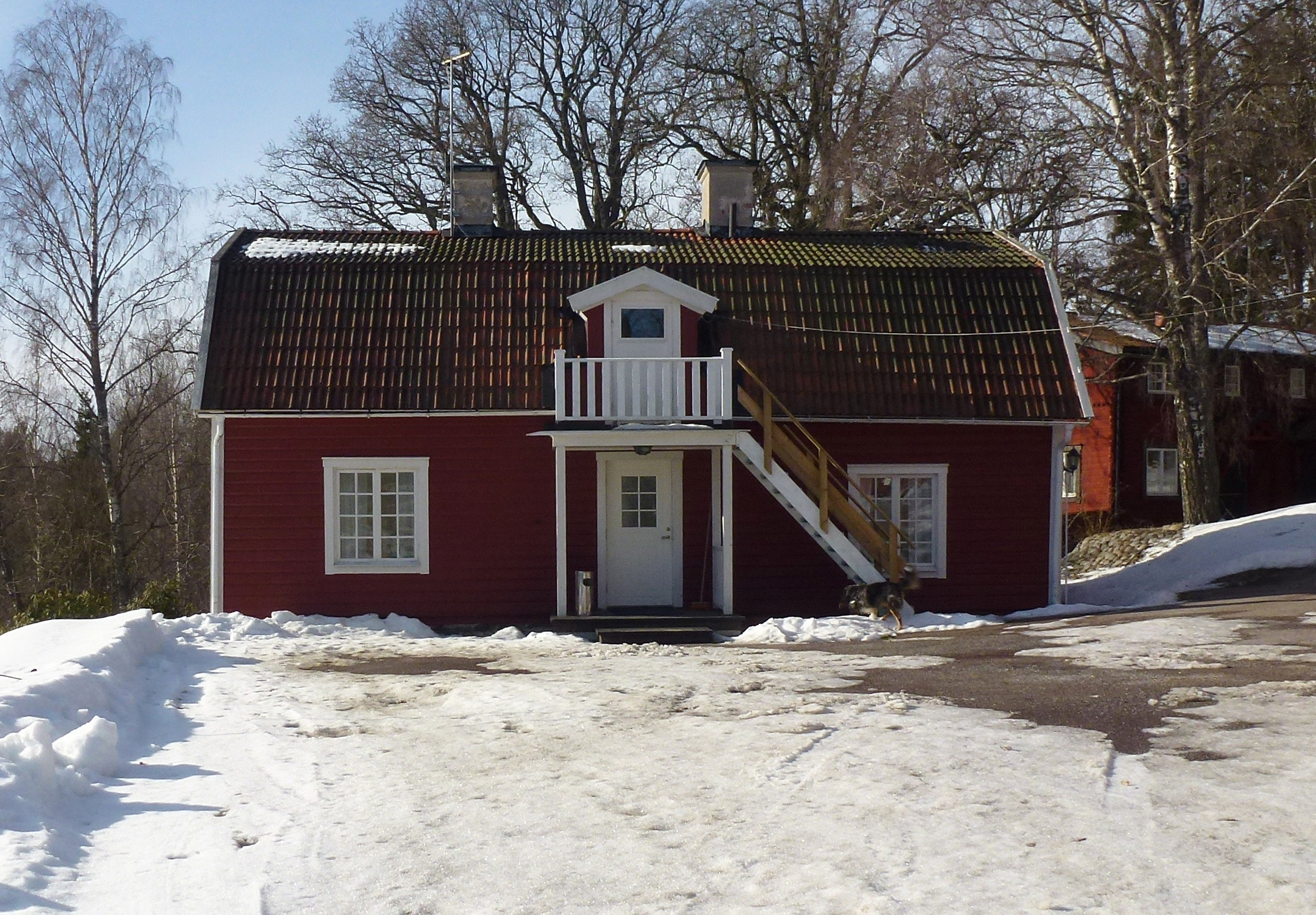
Västra flygelbyggnaden
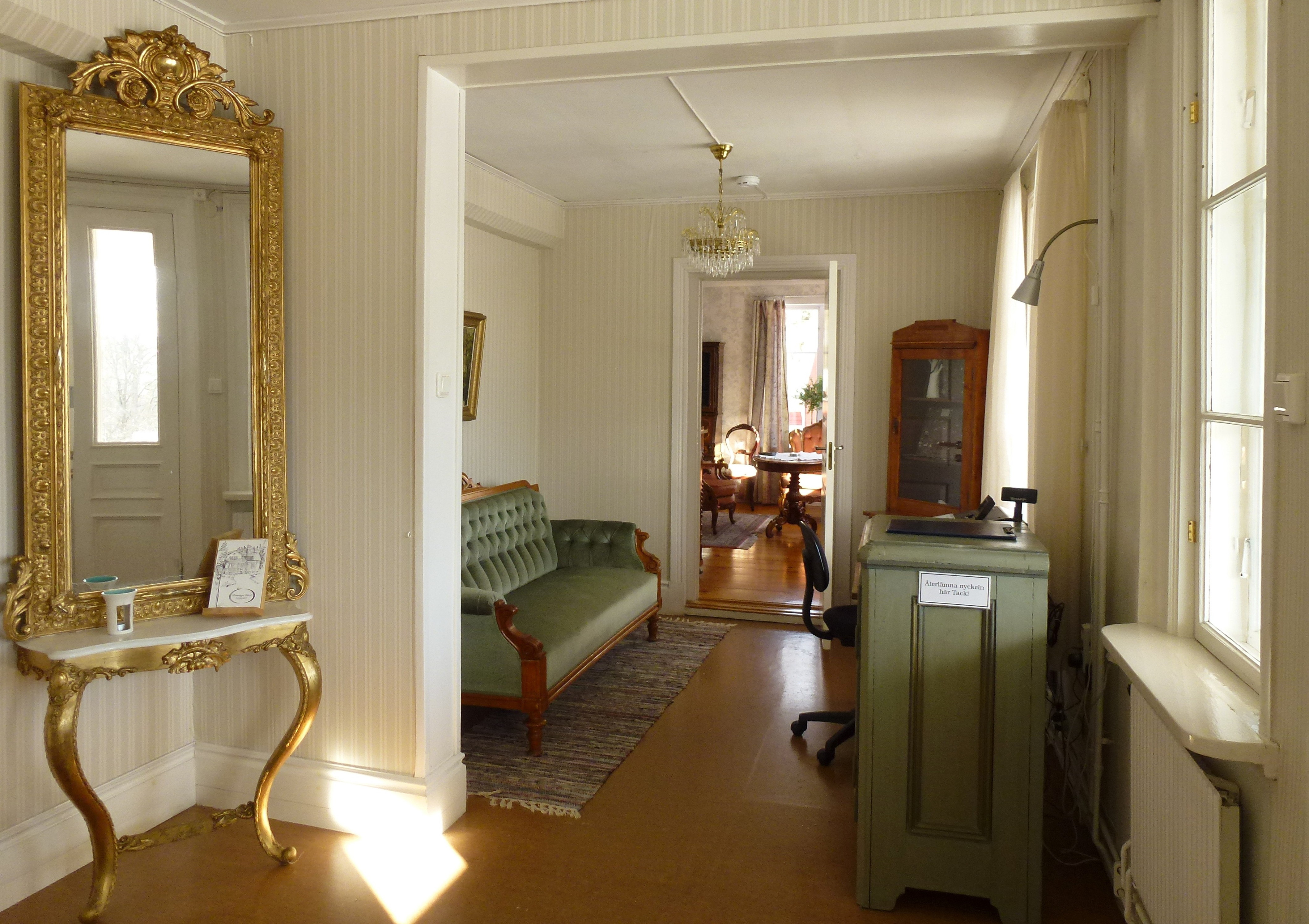
Interiör
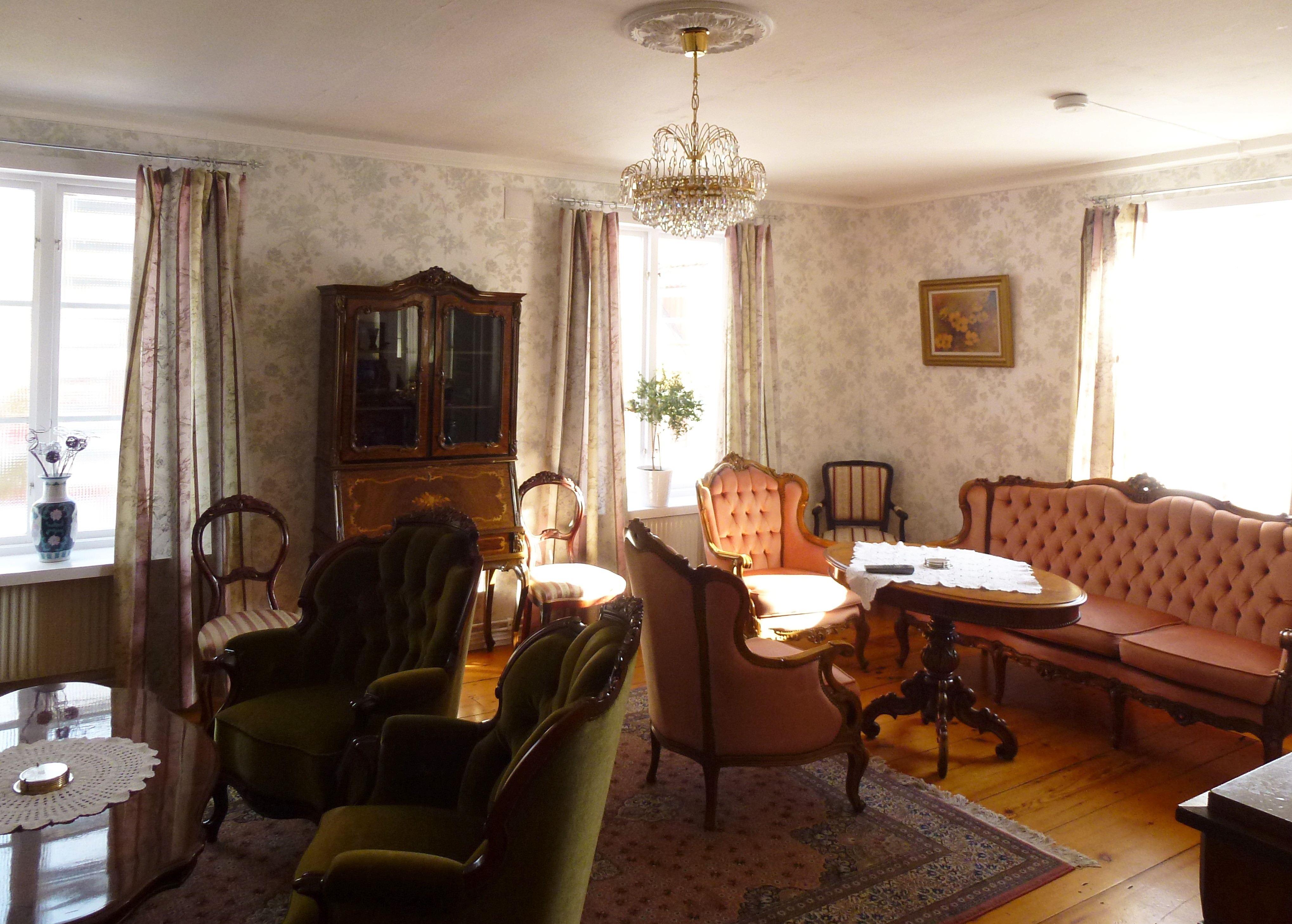
Interiör